# 열부의성이씨정려
열부의성이씨정려는 대한민국 전라남도 구례군 구례읍에 있다. 2003년 5월 22일 구례군의 향토문화유산 제4호로 지정되었다.

## 개요
열부 의성이씨는 효자 정근(해주정씨)의 처로서 남편의 죽음을 애통해 하다가 남편이 익사한곳에 투신하여 순절하였던 열부이다. 효성이 지극한 정근은 1732년(영조 8년) 극심한 흉년을맞아 모친의 식량을 구하기 위해 하동에 가서 어렵게 식량을 구하였으나 귀가 길에 홍수로 인한 하천(서시천)이 범람하여 건널 수 없었으나 노모를 봉양할 효심이 앞서 하천을 건너다가 불의의 사고를 당했다. 1741년 영조가 어사 이공으로부터 애절한 사연을 듣고 명정을 수여하였으며 1743년에 18번 국도변에 정려를 건립하였으나 일제시대 때 도로확장으로 현 위치에 옮겨지게 되었다.